# UFC 48
UFC 48: Payback（ユーエフシー・フォーティエイト：ペイバック）は、アメリカ合衆国の総合格闘技団体「UFC」の大会の一つ。2004年6月19日、ネバダ州ラスベガスにあるマンダレイ・ベイ・イベント・センターで開催された。

## 大会概要
UFC世界ヘビー級王座決定戦では、フランク・ミアがティム・シルビアから腕ひしぎ十字固めで見込み一本勝ちを収め、第10代世界ヘビー級王者となった。
メインイベントではケン・シャムロックがキモにKOで勝利した。

## 試合結果

### プレリミナリィカード
第1試合 ウェルター級 5分3R
○  ジョルジュ・サンピエール vs.  ジェイ・ヒエロン ×
1R 1:42 TKO（レフェリーストップ：パウンド）
第2試合 ミドル級 5分3R
○  トレヴァー・プラングリー vs.  カーティス・スタウト ×
2R 1:05 ネックロック
第3試合 ライト級 5分3R
○  マット・セラ vs.  アイヴァン・メンジバー ×
3R終了 判定3-0（30-27、30-27、30-27）

### メインカード
第4試合 ミドル級 5分3R
○  エヴァン・タナー vs.  フィル・バローニ ×
3R終了 判定3-0（30-27、30-27、29-28）
第5試合 ウェルター級 5分3R
○  マット・ヒューズ vs.  ヘナート・ヴェリッシモ ×
3R終了 判定3-0（29-28、30-27、30-27）
第6試合 UFC世界ヘビー級王座決定戦 5分5R
○  フランク・ミア vs.  ティム・シルビア ×
1R 0:50 TKO（レフェリーストップ：腕ひしぎ十字固め）
※ミアが王座獲得に成功
第7試合 ウェルター級 5分3R
○  フランク・トリッグ vs.  デニス・ホールマン ×
1R 4:15 TKO（レフェリーストップ：パウンド）
第8試合 ヘビー級 5分3R
○  ケン・シャムロック vs.  キモ ×
1R 1:26 KO（右膝蹴り）